# 韋特里什瓦亞鄉
46°25′48″N 28°12′30″E / 46.43000°N 28.20833°E
韋特里什瓦亞鄉（羅馬尼亞語：Comuna Vetrișoaia, Vaslui），是羅馬尼亞的鄉份，位於該國東北部，由瓦斯盧伊縣負責管轄，面積75平方公里，海拔高度13米，2007年人口3,440，人口密度每平方公里46人。